# The Squad (USA:s kongress)

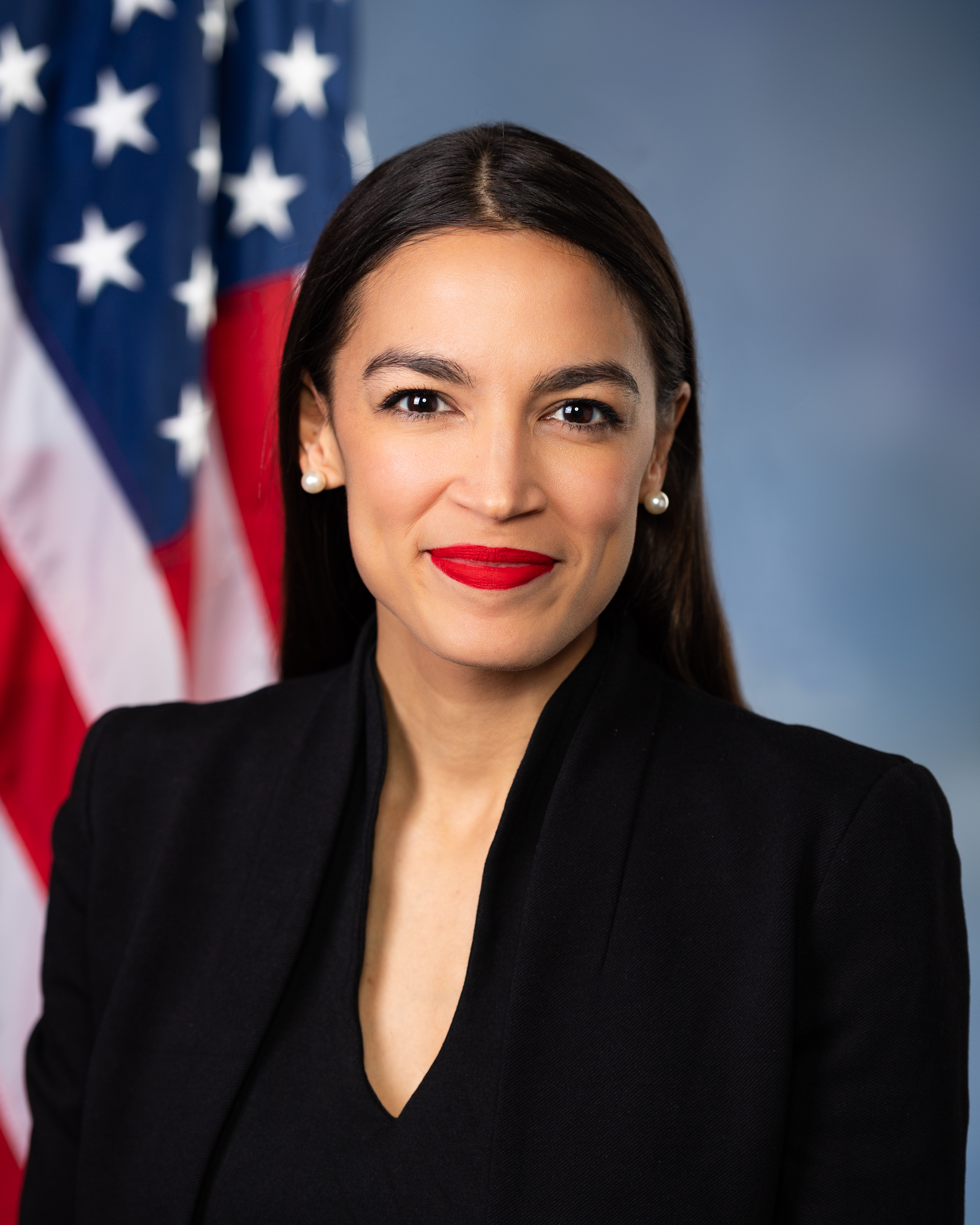
Alexandria Ocasio-Cortez, som myntade gruppnamnet.

The Squad är ett informellt gruppnamn på fyra progressiva demokratiska ledamöter i USA:s representanthus. Alla fyra valdes i det amerikanska mellanårsvalet hösten 2018, och kommer från grupper som inte representerats i kongressen tidigare.
Gruppen består av:
- Alexandria Ocasio-Cortez (född 1989 i New York) som representerar New Yorks 14:e distrikt i representanthuset. Hon är av delvis puertoricanskt ursprung och är den yngsta kvinnan att någonsin väljas in i kongressen.
- Ilhan Omar (född 1982 i Mogadishu) som kom till Minneapolis i USA från Kenya som tolvåring. Hon är den första kvinnan med hijab, och en av de två första muslimska kvinnorna i kongressen.
- Ayanna Pressley (född 1974) är uppvuxen i Chicago men representerar Massachusetts sjunde distrikt i kongressen. Hon växte upp med en ensamstående mor och är den första svarta kvinnan att representera Massachusetts i kongressen.
- Rashida Tlaib (född 1976 i Detroit) representerar Michigans 13:e distrikt i representanthuset. Hon är av palestinskt ursprung och en av de två första muslimska kvinnorna i kongressen.

Gruppnamnet har sitt ursprung i en bild som togs efter att de fyra deltog i en gemensam intervju. Bilden lades sedan upp på Ocasio-Cortez Instagram med undertexten "squad", ett begrepp som är populärt på sociala medier och har sitt ursprung i hiphopkultur. Gruppnamnet blev mer populärt i samband med en intervju av representanthusets talman Nancy Pelosi då hon kritiserade de fyra för att ha röstat mot ett lagförslag om finansieringen av Förenta staternas gräns mot Mexiko. Ännu mer känt blev termen efter att president Donald Trump kritiserade dem i en serie rasistiska tweets där han sade åt dem att "åka tillbaka".
Medlemmar i "The Squad" har själva utökat begreppet till att inkludera fler personer. Pressley sade in en intervju med CBS News att alla som vill delta i att skapa en mer rättvis värld är en del av deras gemenskap. Ocasio-Cortez lät också skämtsamt den 82-årige demokraten Bill Pascrell gå med i gruppen. Sedan januari 2021 har två nyvalda ledamöter, Cori Bush frånMissouri och Jamaal Bowman från New York, ibland räknats som medlemmar i The Squad.